# Humanitas360
Humanitas 360 (também estilizado como Humanitas360) é uma organização não governamental que visa reabilitar pessoas que estão presas. Está sediada nos Estados Unidos. Casos brasileiros tratados pela instituição foram reportados no jornalismo investigativo do Profissão Repórter, da Rede Globo, em setembro de 2019.